# Club Atlético River Plate (Assunção)
O River Plate é um clube de futebol paraguaio, com sede no bairro Mburicaó da cidade de Assunção. Fundado em 1911, atualmente está disputando a primeira divisão do Campeonato Paraguaio de Futebol.
No 2015, "o Kelito" conquistou o título de campeão do torneio da Divisão Intermediária, e em 2016 competiu na Primeira Divisão depois de 22 anos de ausência, mas não pôde manter a categoria e voltou a descer à Segunda Divisão.

## História

### Inícios
Fundado o 15 de janeiro de 1911 o clube conseguiu seu primeiro título em 1912, em sua primeira participação da então Liga Centenário.
Em meados do ano seguinte 1913 une-a Paraguaia de Football Association (atual A.P.F.) organizou um quadrangular que outorgava uma cota para a Primeira Divisão desse mesmo ano, sendo este a primeira tentativa do clube de chegar à máxima categoria dessa entidade, mas não o pôde conseguir. Mais nesse mesmo ano participou do campeonato de Segunda Divisão, conseguindo ganhá-lo, assim conseguiu seu primeiro título de uma divisão da A.P.F. e sua primeira ascensão ao que mais tarde seria a máxima categoria do futebol paraguaio.

### Na Primeira Divisão da liga Paraguaia
Em sua primeira participação no campeonato oficial de Primeira Divisão da hoje A.P.F., em 1914 adjudicava-se o terceiro posto, ganhando partidos a Cerro Porteño, Nacional e Guaraní.
No campeonato de Primeira Divisão do ano 1917 o clube conseguiria um vice-campeonato.

### Divisões de ascensão
River Plate desceu à Divisão B ou Primeira Divisão de Ascensão ao final do campeonato de une-a Paraguaia de Futebol do ano 1985, baixo a presidência do Dr. Arnaldo Lataza Migone.[carece de fontes?]
Ao seguinte ano, assumiu a presidência o Lic. Pablo Roberto Hume Tartonne,[carece de fontes?]
e o clube participou em Segunda nos anos 1986 e 1987, ascendendo novamente à Primeira de Honra, na que esteve entre 1988 e 1994. No ano 1990 assumiu a presidência o Dr. Oscar Mora.[carece de fontes?]
River desceu novamente à Divisão B, já baixo a presidência do Arq. Adolfo Martínez[carece de fontes?]
ao finalizar o larguísimo campeonato nacional integrado de 1994. Isto, por terceira vez em sua história, o que levá-lo-ia a militar por décadas em diferentes categorias inferiores do Paraguai.
No 2007 o clube passaria por seu pior momento, pois acabaria no último posto da Terceira Divisão ou Primeira de Ascensão em sua primeira participação na mesma, pois acabava de baixar da segunda. Este resultado leva-o pela primeira vez em sua história à Quarta e última categoria do futebol metropolitano paraguaio.
No entanto, sua recuperação seria rápida, pois no 2008 ganharia um dos dois grupos de sua nova categoria, ainda que não poderia ascender por terminar em quarto lugar no cuadrangular final.  No 2009, o título de campeão permitir-lhe-ia subir da Quarta Divisão, graças a suas 21 vitórias, 3 empates e só 6 derrotas ao longo do torneio, com um recorde de 92 golos em 30 partidos.

## Sobrenome
Segundo citam algumas fontes, o sobrenombre desta equipa ("O Kelito") provia/provinha de uma fábrica de gelados, cujo dono além de ser sócio do clube, realizaria uma das primeiras doações à infra-estrutura do primitivo estádio. Este acontecimento teria lugar ao redor dos anos '40, quando o primeiro estádio do clube se encontrava na interseção das avenidas Marechal López e General Santos, de Assunção.

## Torcida

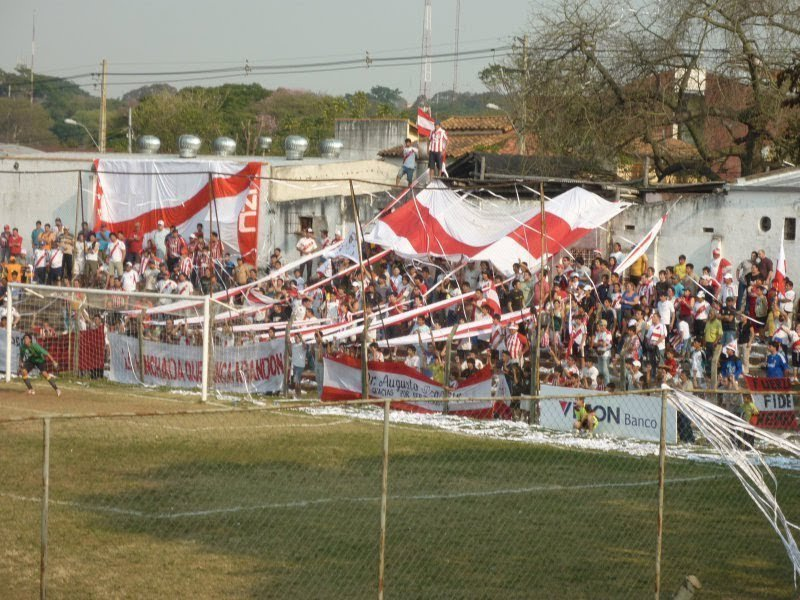
Torcida do clube

A torcida é chamada "Os Kelitos". Mas também leva o apelido de "A que nunca abandona" porque o seguiu nas últimas décadas em sua participação pelas mais diversas categorias do futebol paraguaio, a numerosos os campos de jogos da capital e do interior do país.
"Tana alenta desde o céu" conta a história de uma fanática morta num acidente de trânsito ao regresso de um partido. Por ser um clube de bairro, existe uma relação forte entre jogadores, dirigentes e fanáticos.

## Dados do clube
- Actualizado a fevereiro de 2017

- Temporadas em 1ª: 73
- Temporadas em 2ª: 19
- Temporadas em 3ª: 2
- Temporadas em 4ª: 2
- Melhor posto em 1ª: Subcampeón
- Pior posto em 1ª: Último.
- Campeonatos nacionais: 0
- Subcampeonatos nacionais: 3

## Elenco atual
- Atualizado em 04 de julho de 2021.

Legenda
- : Capitão
- : Jogador lesionado/contundido

### Jogadores destacados
- Diego Florentín (1930)
- Amadeo Ortega (1930)
- José Cardozo (1988–1990)

## Títulos

### Torneios nacionais da A.P.F.
| Torneios nacionais oficiais | Torneios nacionais oficiais | Torneios nacionais oficiais |
| Competição                  | Títulos                     | Subcampeonatos              |
| --------------------------- | --------------------------- | --------------------------- |
| Primeira divisão (0/3)      | 1917, 1919, 1930            |                             |
| Segunda Divisão (3/1)       | 1913, 1957, 2015            | 1987                        |
| Terceira Divisão (1)        | 2010                        |                             |
| Quarta Divisão (1)          | 2009                        |                             |

### Liga Centenário de Paraguai
| Liga Centenário     | Liga Centenário | Liga Centenário |
| Competição          | Títulos         | Subcampeonatos  |
| ------------------- | --------------- | --------------- |
| Liga Centenário (1) | 1912            |                 |